# Aleksandr Dankowcew
Aleksandr Gieorgijewicz Dankowcew (ros. Александр Георгиевич Данковцев, ur. 1913, zm. 13 października 1971) – radziecki polityk i działacz partyjny.

## Życiorys
W 1936 ukończył Woroneski Instytut Rolniczy, pracował jako starszy agronom stanicy maszynowo-traktorowej, główny agronom i szef Zarządu Agrotechniki i Mechanizacji Krasnojarskiego Krajowego Oddziału Rolnego. Od 1939 członek WKP(b), od 1940 dyrektor stanicy maszynowo-traktorowej, później przewodniczący komitetu wykonawczego rady rejonowej, I sekretarz rejonowego komitetu KPZR, do 1956 szef Chakaskiego Obwodowego Zarządu Gospodarki Rolnej. Od 1956 zastępca przewodniczącego Komitetu Wykonawczego Krasnojarskiej Rady Krajowej, potem do 1961 szef Krasnojarskiego Krajowego Zarządu Gospodarki Rolnej, 1961-1971 I sekretarz Obwodowego Komitetu KPZR Chakaskiego Obwodu Autonomicznego. Deputowany do Rady Najwyższej ZSRR 6 kadencji.